# Rebecca Walo Omana
Rebecca Walo Omana (15 de julio de 1951) es una matemática, profesora y religiosa congoleña. Omana se convirtió en la primera profesora de matemáticas en la República Democrática del Congo en 1982. Es directora del programa de doctorado en matemáticas e informática de la Universidad de Kinshasa y vicepresidenta de la Asociación de Mujeres Africanas en Matemáticas. Sus intereses matemáticos radican en ecuaciones diferenciales, análisis no lineal y modelado.

## Trayectoria
Omaña nació en la República Democrática del Congo el 15 de julio de 1951. Le apasionaban las matemáticas durante la secundaria. Ingresó como religiosa en las Soeurs de St Francois d'Assise cuando tenía 18 años e hizo sus votos en 1978.

Omana obtuvo una licenciatura en matemáticas de la Universidad de Quebec en Montreal en 1979. Obtuvo su maestría en ciencias en 1982 en la Universidad Laval. En ambas instituciones era la única mujer africana del departamento. De este período Omana dice:
Tuve que redoblar esfuerzos para ser mejor y eliminar prejuicios negativos en la cabeza de mis compañeros y profesores para ser aceptada. Pero en vista de los resultados, no solo fui aceptada sino invitada por grupos de colegas para trabajos de investigación.
Omana obtuvo su Máster en investigación en 1985 y su doctorado en 1990 de la Universidad católica de Lovaina, donde trabajó con el asesor Jean Mawhin. Fue la primera mujer congoleña en obtener un doctorado en dicha universidad.
Omana fue directora  de la revista trimestral multidisciplinaria La revue Notre Dame de la Sagesse (RENODAS). También ha supervisado a numerosas estudiantes de doctorado, con el deseo de que algunos de sus estudiantes de doctorado se unieran a ella al grupo de profesoras en la República Democrática del Congo. Omana dirigió el programa de doctorado en matemáticas de la Universidad de Kinshasa. Desde 2010, ha sido rectora de la Université Notre-Dame de Tshumbe (UNITSHU), una universidad pública católica fundada en 2010 en Tshumbe en la República Democrática del Congo.

## Obras matemáticas
Omana ha publicado dos libros. Su trabajo sobre ecuaciones diferenciales ordinarias ha tenido aplicaciones en campos como la epidemiología y el derecho.